# ایله الرت
ایله الرت (دانمارکی: Ejler Allert; ۲۷ نوامبر ۱۸۸۱ – ۲۵ مارس ۱۹۵۹) قایقران روئینگ اهل دانمارک بود.